# Xã Wyndmere, Quận Richland, Bắc Dakota
Xã Wyndmere (tiếng Anh: Wyndmere Township) là một xã thuộc quận Richland, tiểu bang Bắc Dakota, Hoa Kỳ. Năm 2010, dân số của xã này là 82 người.